# ساندي فيسون
ساندي فيسون (بالإنجليزية: Sandy Faison)‏ هي مغنية وممثلة أمريكية، ولدت في 1 نوفمبر 1949 في الولايات المتحدة.

## أعمال

### أفلام
- كل الخطوات الصحيحة

## وصلات خارجية
- ساندي فيسون على موقع IMDb (الإنجليزية)
- ساندي فيسون على موقع ميوزك برينز (الإنجليزية)
- ساندي فيسون على موقع أول موفي (الإنجليزية)
- ساندي فيسون على موقع قاعدة بيانات برودواي على الإنترنت (الإنجليزية)
- ساندي فيسون على موقع قاعدة بيانات الفيلم (الإنجليزية)
- ساندي فيسون على موقع كينوبويسك (الروسية)